# Bernhard Mangold
Bernhard Mangold (* 4. Oktober 1852 in Darmstadt; † 6. März 1924 ebenda) war ein deutscher Gymnasiallehrer und -direktor und Altphilologe.

## Leben
Bernhard Mangold wurde als Sohn des Hofmusikdirektors und Musiklehrers Carl Amand Mangold und seiner Ehefrau Caroline, geb. Jaup, in Darmstadt geboren. Er besuchte zunächst die privaten Knabenschulen von Dr. Fölsing und Schmitz, um 1862 auf das Großherzogliche Gymnasium zu wechseln, wo er 1869 auch Abitur machte. Von 1869 bis 1873 studierte er Klassische Philologie in Gießen und Leipzig. In Leipzig wurde er auch 1873 mit einer Arbeit über De Diectasi Homerica imprimis verborum in -αω promoviert. Doktorvater war Georg Curtius.
Es folgten Auslandsaufenthalte zur Weiterbildung in London und Florenz. Als Folge der Italienreise ergab sich seine Beteiligung an der Übersetzung von Pasquale Villaris Machiavelli-Buch ins Deutsche. Von 1877 bis 1889 wirkte er als Lehrer am Französischen Gymnasium in Berlin, unterbrochen von einem einjährigen Aufenthalt in Paris (1881/82). 1882 heiratete er Julia, geb. Falkenberg († 1906).
1889 wechselte er für ein Jahr ans Gymnasium in Mainz, um dann acht Jahre lang als Direktor des Gymnasiums und Realschule in Worms zu wirken. Am 1. August 1898 übernahm er als Direktor die Leitung des Ludwig-Georgs-Gymnasiums in Darmstadt. 1903 wurde er von Großherzog Ernst Ludwig zum Geheimen Schulrat ernannt.
Ostern 1921 trat er in den Ruhestand. Drei Jahre später starb er. Sein gleichnamiger Sohn war Pfarrer in Griesheim.

## Schriften
- De diectasi Homerica imprimis verborum in -αω. Dissertation Leipzig 1873 (Digitalisat).
- Demos. In: Studien zur griechischen und lateinischen Grammatik. Herausgegeben von Georg Curtius. Band 6. Leipzig 1873, S. 401–413.
- La ville homérique, la commune et la civilisation; l'état social homérique (= Programme d'invitation à l'examen public du Collège Royal Français). Berlin 1887.